# کویر ابوغویر

کویر ابوغویر

کویر ابوغویر، منطقه‌ای کویری در جنوبی‌ترین بخش استان ایلام و تابع شهرستان دهلران است که در نزدیکی مرز با استان خوزستان و کشور عراق واقع شده. این کویر با چشم‌اندازهای ماسه‌ای، سکوت ویژه کویر، و پوشش طبیعی محدود، از جمله مناطق کمتر شناخته‌شده اما با پتانسیل گردشگری طبیعی در غرب ایران به‌شمار می‌آید.
مساحت کویر ابوغویر ۵۰ هزار هکتار است که پنج هزار هکتار آنرا تپه‌های ماسه ای فعال تشکیل می‌دهد.
حسن باقری در سال ۱۳۶۱ در ۷ کیلومتری جنوب‌غربی روستای ابوغویر بر اثر گلوله‌باران دشمن به شهادت رسید.

## موقعیت جغرافیایی
این منطقه در موقعیت جغرافیایی N3214 E4735 در غرب روستایی به همین نام واقع شده است. موقعیت تقریبی کویر ابوغویر عرض ۳۲°۱۴′ شمالی و طول ۴۷°۳۵′ شرقی، در غرب روستای ابوغویر، حدود ۱۰ کیلومتری چم هندی می‌باشد. فاصله تا دشت عباس تقریباً ۳۵ کیلومتر، و تا مرکز استان ایلام حدود ۲۸۰–۳۰۰ کیلومتر است.

## ویژگی‌های طبیعی

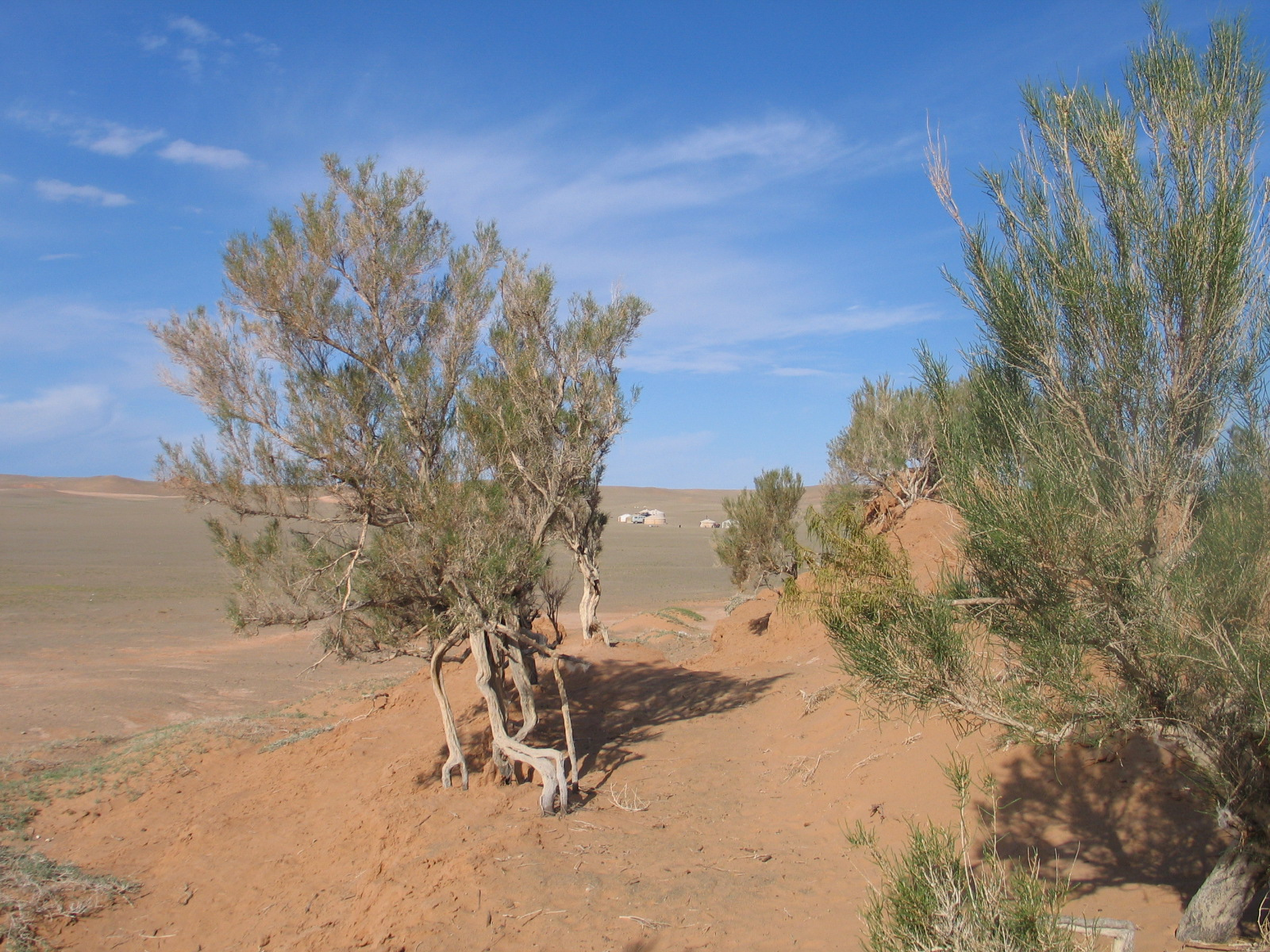
درختچه تاغ

### پوشش گیاهی
بیشتر سطح منطقه از تپه‌های ماسه‌ای و رملی با پوشش گیاهی ضعیف تشکیل‌شده است. پوشش گیاهی بسیار کم، شامل گونه‌هایی چون تاغ و قیچ در برخی نقاط است.

### پوشش جانوری

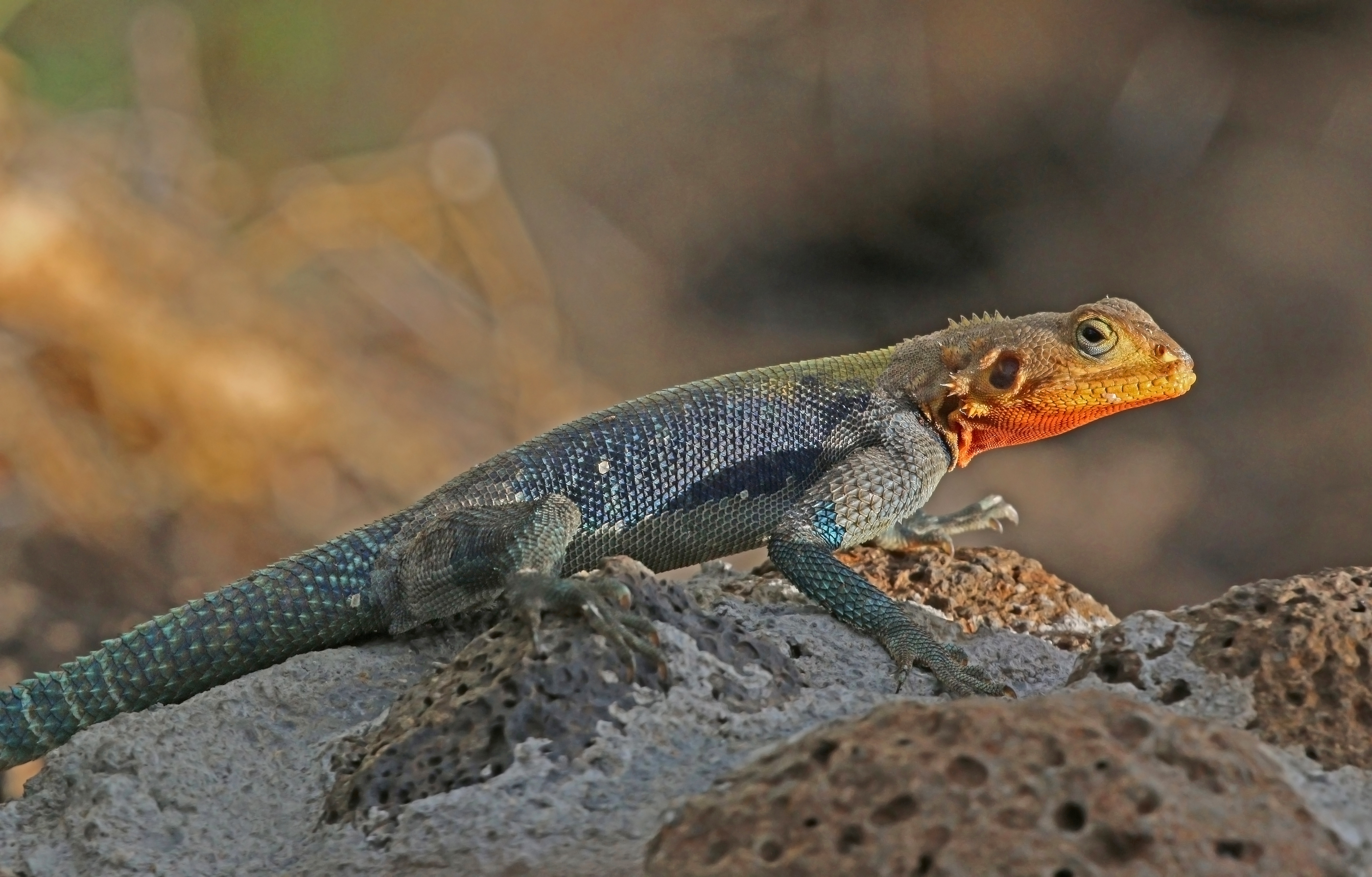
مارمولک آگاما

کویر ابوغویر با زیست‌بومی بیابانی–کویری میزبان گونه‌هایی از جانوران مقاوم به شرایط سخت محیطی است. گونه‌هایی مانند:
- مارهای بیابانی: گونه‌های سمی مانند افعی و مار معمولی در این ناحیه گزارش شده‌اند.[۸]
- عقرب‌ها: انواع عقرب‌های بیابانی در رمل‌های ماسه‌ای ابوغویر شناسایی شده‌اند.
- آگاما و جکو: مارمولک‌های رایج در زیستگاه خشک منطقه.
- سارگپه بیابانی
- عقاب خاکی
- پرندگانی مانند جُرد و پاکسواکی

## تهدیدات و نکات ایمنی
متأسفانه به دلیل عدم تثبیت شن‌های روان در این منطقه، کلیه روستاهای حاشیه این منطقه بیابانی در معرض تهدید قرار گرفته‌اند. توصیه می‌شود به دلیل نزدیکی این منطقه به نقطه صفر مرزی، برای بازدید از این منطقه از راهنمای محلی استفاده شود. همچنین در برخی منابع به انفجار مین‌های باقی‌مانده از جنگ تحمیلی در منطقه اشاره شده است.

## نگارخانه
